# 布尔共和国
布尔共和国是指開普殖民地讲荷蘭語的居民及其后裔（包括布尔人和格里夸人）建立的共和国。其中有兩個布尔共和国（川斯瓦共和國和奧蘭治自由邦）一度得到其他國家的承認。这兩個共和国在第二次布尔战争後被英国吞并，并於1910年被并入南非聯邦。

## 相关国家列表

### 布尔共和国
- 弗里堡殖民地（英语：Free Burghers in the Dutch Cape Colony）（1656年—1795年）
- 斯韦伦丹共和国（英语：Republic of Swellendam）（1795年）
- 格拉夫—里内特共和国（英语：Republic of Graaff-Reinet）（1795年—1796年）
- 祖特潘斯堡共和国（英语：Republic of Zoutpansberg）（1835年—1864年）
- 温堡（英语：Winburg）（1836年—1844年）
- 波切夫斯特鲁姆（1837年—1844年）
- 纳塔利亚共和国（1839年—1843年）
- 温堡-波切夫斯特鲁姆（1844年—1848年）
- 克利普河共和国（1847年—1848年）
- 莱登堡共和国（英语：Republic of Lydenburg）（1849年—1860年）
- 乌得勒支共和国（1852年—1858年）
- 共和國（1852年—1877年，1881年—1902年）
- 奧蘭治自由邦（1854年—1902年）
- 小自由邦（英语：Klein Vrystaat）（1886年—1891年）
- 歌珊国（英语：State of Goshen）（1882年—1883年）
- 斯特拉兰共和国（英语：Stellaland）（1882年—1883年）
- 斯特拉兰合众国（英语：Stellaland）（1883年—1885年）
- 新共和国（英语：Nieuwe Republiek）（1884年—1888年）
- 莱登斯鲁斯特共和国/乌平托尼亚（英语：Upingtonia）（1885年—1887年）

### 格里夸国家
- 东格里夸兰（英语：Griqualand East）（1862年—1879年）
- 西格里夸兰（英语：Griqualand West）（1870年—1871年）
- 菲利普波利斯/亚当·科克地（英语：Philippolis）（1826年—1861年）
- 沃特布尔地（1813年—1871年）